# Ljogkaja zjizn
Ljogkaja zjizn (russisk: Лёгкая жизнь) er en sovjetisk spillefilm fra 1964 af Veniamin Dorman.

## Medvirkende
- Jurij Jakovlev som Aleksandr Botjkin
- Faina Ranevskaja som Margarita Ivanovna
- Vera Maretskaja som Vasilisa Sergejevna
- Rostislav Pljatt som Vladimir Muromtsev
- Ninel Mysjkova som Olga